# Tekesi

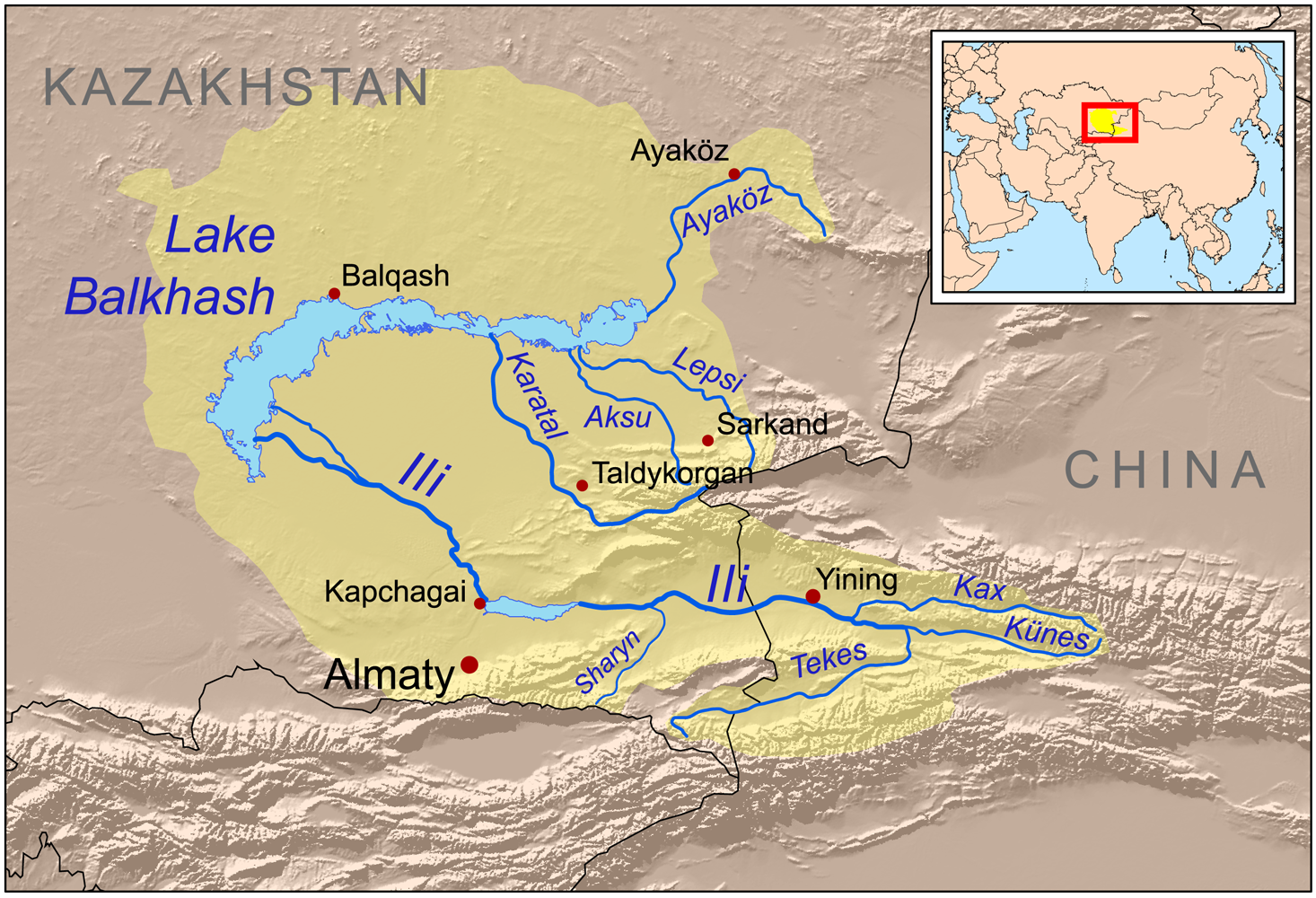
Tekes está situada no Rio Tekes que é um afluente do Rio Ili.

Tekesi ou Tekes é um dos oito municípios chineses da região do Vale do Rio Ili, em Sinquião, China. A cidade foi fundada em 1937 e está situada no Rio Tekes que é o principal afluente do Rio Ili. A cidade tem uma planta urbanística octogonal, cujo local foi escolhido por Shengshicai, que também desenhou o layout da cidade. O projeto foi executado por Qiuzongjun, sogro de Shengshicai.

Em 1996, a cidade removeu todos os semáforos de suas ruas. 